# 大洋洲旗帜列表

大洋洲國家的國旗地圖

本文是一个大洋洲旗帜列表。
| 澳大利亚   | 1:2 | 国旗 | 澳大利亞聯邦     | 新西兰           | 1:2 | 國旗 | 新西蘭               |
| 斐濟       | 1:2 | 國旗 | 斐濟共和國       | 圖瓦盧           | 1:2 | 國旗 | 圖瓦盧               |
| 所罗门群岛 | 1:2 | 國旗 | 所羅門群島       | 基里巴斯         | 1:2 | 國旗 | 基里巴斯共和國       |
| 馬紹爾群島 | 1:2 | 國旗 | 馬紹爾群島共和國 | 密克罗尼西亚联邦 | 1:2 | 國旗 | 密克羅尼西亞聯邦     |
| 諾魯       | 1:2 | 國旗 | 瑙魯共和國       | 库克群岛         | 1:2 | 國旗 | 庫克群島             |
| 紐埃       | 1:2 | 國旗 | 紐埃             | 東加             | 1:2 | 國旗 | 湯加王國             |
| 萨摩亚     | 1:2 | 國旗 | 薩摩亞獨立國     | 巴布亚新几内亚   | 3:4 | 國旗 | 巴布亞新幾內亞獨立國 |
| 瓦努阿图   | 3:5 | 國旗 | 瓦努阿圖         | 帛琉             | 5:8 | 國旗 | 帕勞共和國           |

## 澳大利亚
- 澳大利亚国旗
- 圣诞岛（澳大利亚）
- 科科斯群岛（澳大利亚）
- 诺福克岛（澳大利亚）
- 豪勋爵岛

## 新西兰
- 新西兰

## 美拉尼西亚
- 斐济
- 新喀里多尼亚（法国）
- 巴布亚新几内亚
- 所罗门群岛
- 瓦努阿图

## 密克罗尼西亚
- 关岛（美国）
- 基里巴斯
- 马绍尔群岛
- 北马里亚纳群岛（美国）
- 密克罗尼西亚联邦
- 瑙鲁
- 帕劳

## 波利尼西亚
- 美属萨摩亚旗帜（美国）
- 夏威夷州州旗（美国）
- 库克群岛国旗（新西兰）
- 法属波利尼西亚
- 纽埃国旗（新西兰）
- 皮特凯恩旗帜（英国）
- 萨摩亚国旗
- 托克劳旗帜（新西蘭）
- 汤加国旗
- 图瓦卢国旗
- 瓦利斯和富图纳（法国）

## 美国本土外小岛屿
- 约翰斯顿环礁（非官方）约翰斯顿环礁（非官方）
- 中途岛（非官方）
- 巴尔米拉环礁（非官方）
- 威克岛（非官方）